# Leptoneta condei
Leptoneta condei là một loài nhện trong họ Leptonetidae.
Loài này thuộc chi Leptoneta. Leptoneta condei được miêu tả năm 1987 bởi Dresco.